# Андріївка (Грубешівський повіт)
Андріївка (пол. Andrzejówka, Анджеювка) — село в Польщі, у гміні Мірче Грубешівського повіту Люблінського воєводства. Населення — 109 осіб (2011).

## Історія
У другій половині XVII ст. село належало Городиським. У першій половині XIX ст. в селі діяла корчма, яка в 1845 р. отримала право продажу алкоголю. Тоді село належало до волості Ментке і називалося Майдан Андріївка.
За даними етнографічної експедиції 1869—1870 років під керівництвом Павла Чубинського, у селі проживали греко-католики, які розмовляли українською мовою.
У 1921 р. польський перепис нарахував 53 будинки і 234 жителі, з них 109 зарахували до українців.
11 березня 1944 року польські шовіністи вбили в селі 57 українців.
У 1975—1998 роках село належало до Замойського воєводства.

## Демографія
Демографічна структура станом на 31 березня 2011 року:
|          | Загалом | Допрацездатний вік | Працездатний вік | Постпрацездатний вік |
| -------- | ------- | ------------------ | ---------------- | -------------------- |
| Чоловіки | 50      | 7                  | 36               | 7                    |
| Жінки    | 59      | 14                 | 34               | 11                   |
| Разом    | 109     | 21                 | 70               | 18                   |